# Promet Mađarske
Razvoju prometnih pravaca u Mađarskoj pogodovao je oblik tla bez prirodnih zapreka. Željeznička mreža je prilično razgranata, dok se cestovna širi i osuvremenjuje, na što utječe i povećan broj vozila u optjecaju. 
No, najjači mađarski prometni podsustav je riječna plovidbena mreža koja obuhvaća 1 600 km plovnih putova Dunavom, Tisom i Dravom, te brojnim plovnim kanalima. U Zračnoj luci Budimpešta odvija se jak robni i putnički promet.